# ديدييه أوفونو
ديدييه أوفونو (بالفرنسية: Didier Ovono Ebang)‏ (مواليد 23 يناير 1983 في بورت جينتيل - الغابون) لاعب كرة قدم غابوني يلعب حاليا لصالح نادي الدرجة الأولى لومان الفرنسي منذ 2009 في مركز حارس مرمى .

## روابط خارجية
- ديدييه أوفونو على موقع الاتحاد الدولي (مؤرشف)  (الإنجليزية)
- ديدييه أوفونو على موقع قاعدة بيانات كرة القدم.إي يو (الإنجليزية)
- ديدييه أوفونو على موقع ناشيونال فوتبول تيمز (الإنجليزية)
- ديدييه أوفونو على موقع Soccerway.com (الإنجليزية)
- ديدييه أوفونو على موقع كووورة
- ديدييه أوفونو على موقع أوليمبيديا (الإنجليزية)
- ديدييه أوفونو على موقع AS.com (الإسبانية)